# تمرير المسؤولية (علاقات دولية)

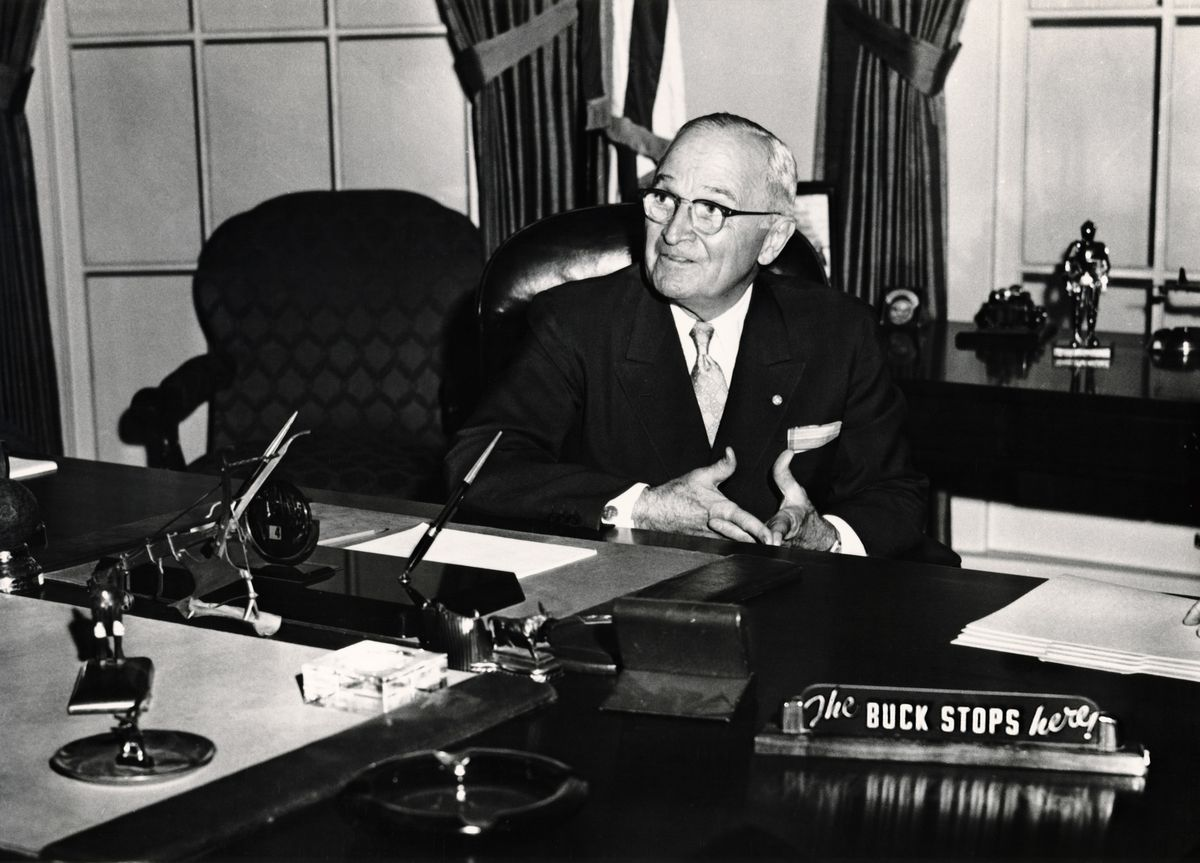

تمرير المسؤولية هي نظرية يتم استخدامها في العلاقات الدولية في حالة عدم وجود تكافؤ في ميزان القوى، وتلجأ لها الدول التي تعاني من اختلال في ميزان القوى، أو الدول المهددة بحدوث هذا الاختلال، إلى سياسة بديلة لتحقيق حالة من التوازن. وبمقتضاها تنتهج الدولة التي تتعرضت إلى اختلال في ميزان القوى إلى القيام ببعض الاستراتيجيات والسلوكيات التي تمكنها من نقل عبء ردع الدولة التي تهدد تكافؤ ميزان القوى، إلى دولة أخرى أو إلى مجموعة من الدول لتقوم بهذه المهمة بدلاً منها، فيما تظل هي بعيداً عن المواجهة المباشرة مع هذه الدولة، أو الاصطدام المسلح معها.

## اجراءات تمرير المسؤولية
يرى جون ميرشايمر مؤسس النظرية الواقعية الهجومية بأن هناك أربعة اجراءات تقوم بها الدول لتمرير المسؤولية، وهي:
- إقامة علاقات دبلوماسية جيدة مع الدولة التي تُخِل بتوازن القوى من أجل صرف انتباهها إلى الدولة التي مُرِر إليها مسؤولية احتوائها أو ردعها.
- الدولة التي تقوم بتمرير المسؤولية تحتقظ دائمًا بعلاقات باردة أو عدائية مع الدولة التي مُرِر لها المسؤولية كي لا تنجر إلى الحرب في جانب الدولة التي مُرر إليها المسؤولية.
- تزيد فرص نجاح إستراتيجية تمرير المسؤولية إذا كانت الدولة التي تُمَرر إليها مسؤولية احتواء أو ردع دولة معينه ذات موارد وفيرة واقتصاد كبير ودفاعات قوية، بينما تزيد فرص فشلها إذا كانت الدولة ضعيفها دفاعيا أو فقيرة اقتصاديًا.
- تسمح الدول التي تُمرِر المسؤولية إلى دولة معينة بزيادة قوتها أو تسهيل عملية زيادة قوتها بشكل غير مباشر لإضعاف الدولة التي تُخِل بتوازن القوى على المدى البعيد.

## التاريخ
في القرن التاسع عشر، قامت المملكة المتحدة وروسيا القيصرية بالسماح لمملكة بروسيا التي كان يقودها حينها أوتو فون بسمارك بالتوسع في وسط أوروبا من أجل بناء دولة ألمانية قوية، حيث أرادت المملكة المتحدة ان تُمرِر مسؤولية احتواء روسيا القيصرية وفرنسا لدولة ألمانيا الموحدة القوية، بينما روسيا القيصرية كانت تريد ان تُمرِر مسؤولية احتواء الإمبراطورية النمساوية المجرية وفرنسا والكومنولث البولندي الليتواني لدولة ألمانيا.
في بداية القرن العشرون، بعد وصول الحزب النازي إلى سدة الحكم بدأت ألمانيا بتهديد تكافؤ توازن القوى في القارة الأوروبية. رفضت المملكة المتحدة وفرنسا احتواء ألمانيا أو ردعها لتجنب الاصطدام المباشر والمسلح معها، فنجحت الدولتين بتمرير مسؤولية احتوائها وردعها للإتحاد السوفيتي في معاهدة ميونخ عام 1938. إلا أن الاتحاد السوفيتي رفض مسؤولية احتواء ألمانيا وردعها فنجح بتمرير المسؤولية إلى المملكة المتحدة، وفرنسا والولايات المتحدة في اتفاق مولوتوف-ريبنتروب عام 1939. إلا أن عملية تمرير المسؤولية لم تستمر طويلا حيث نجحت ألمانيا بغزو أوروبا الغربية بوقت قصير ثم قامت بغزو الاتحاد السوفيتي بعدها مباشرة.
وفي الحرب العالمية الثانية دخلت الولايات المتحدة الحرب عام 1941، لكنها لم تدخل فرنسا إلا عام 1943، أي قبل نهاية الحرب بسنة واحدة مع أن الولايات المتحدة كانت قادرة على غزو فرنسا قبل 1943. والسبب يعود إلى تمرير الولايات المتحدة مسؤولية تدمير واستنزاف ألمانيا للإتحاد السوفيتي. واستفادت الولايات المتحدة من تأخير غزو فرنسا لوقت متأخر من الحرب، بعد ان أنهك الجيش الاحمر والفرماخت بعضهما. وكان يعتقد الرئيس السوفيتي جوزيف ستالين بأن المملكة المتحدة، والولايات المتحدة كانتا تسمحان عن قصد لألمانيا والاتحاد السوفيتي بان تستنزف أحدهما الأخرى حتى النخاع بحيث تتمكنان من الهيمنة على أوروبا بعد الحرب العالمية الثانية.